# Xenodacnis petersi
El dacnis andino norteño (Xenodacnis petersi), es una especie —o el grupo de subespecies Xenodacnis parina petersi, dependiendo de la clasificación consideradade— de ave paseriforme de la familia Thraupidae, perteneciente al género Xenodacnis. Es nativo de regiones andinas del noroeste y oeste de América del Sur.

## Distribución y hábitat

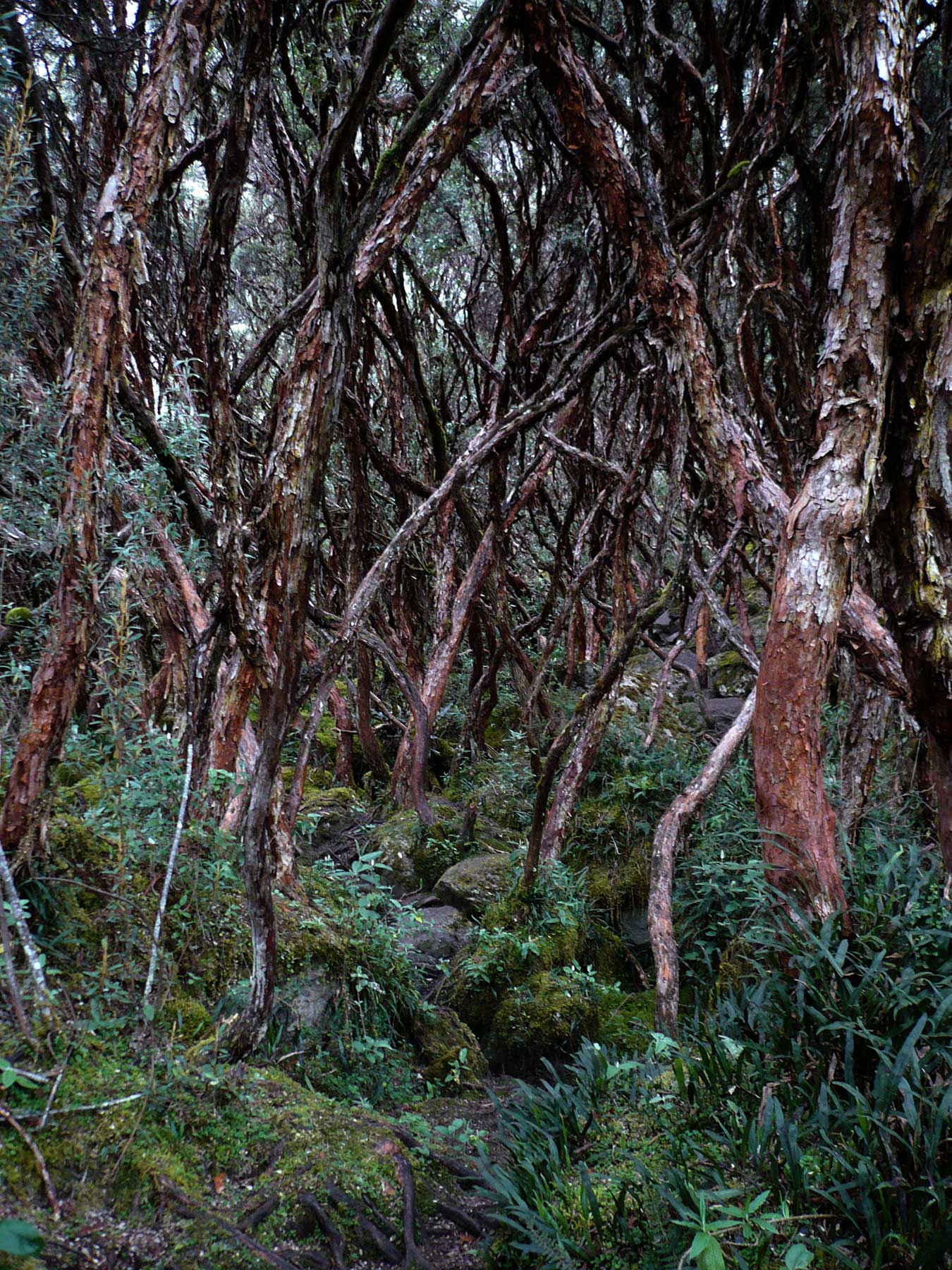
Bosque de Polylepis en Cajas, Ecuador, ejemplo de hábitat de la especie.

Se distribuye de forma fragmentada en las altitudes de la cordillera de los Andes en el sur de Ecuador (Azuay) y en Perú, desde el norte (Amazonas) hasta el suroeste (Arequipa).
Esta especie es considerada localmente común en sus hábitats naturales: los matorrales y parches de bosques bajos (frecuentemente de Polylepis), en altitudes entre 3000 y 4000 m.

## Sistemática

### Descripción original
La especie X. petersi fue descrita por primera vez por los ornitólogos estadounidenses James Bond y Rodolphe Meyer de Schauensee en 1939 bajo el mismo nombre científico; su localidad tipo es: «Yanac, Áncash, Perú».

### Etimología
El nombre genérico femenino Xenodacnis es una combinación de la palabra griega «xenos» que significa ‘diferente’, ‘poco común’, y del género Dacnis (los dacnis); y el nombre de la especie «petersi» conmemora al ornitólogo estadounidense James Lee Peters (1889–1952).

### Taxonomía
La presente especie es tradicionalmente tratada como un grupo de subspecies del dacnis andino (Xenodacnis parina), sin embargo, las clasificaciones Aves del Mundo (HBW) y Birdlife International (BLI), y más recientemente el Congreso Ornitológico Internacional (IOC) la consideran  una especie separada con base principalmente en las diferencias de plumaje y morfometría. Esta separación todavía no es seguida por otras clasificaciones.

### Subespecies
Se reconocen dos subespecies, con su correspondiente distribución geográfica:
- Xenodacnis petersi bella Bond & Meyer de Schauensee, 1939 – Andes del suroeste de Ecuador y norte de Perú (oriente de los Andes en Amazonas y La Libertad).
- Xenodacnis petersi petersi Bond & Meyer de Schauensee, 1939 – pendiente occidental de los Andes en el centro y sur de Perú (Cajamarca al sur, por lo menos hasta Arequipa).